# 2284 San Juan
A 2284 San Juan (ideiglenes jelöléssel 1974 TG1) a Naprendszer kisbolygóövében található aszteroida. Félix Aguilar Obszervatórium fedezte fel 1974. október 10-én.